# Комитет за одбрану демократије
Комитет за одбрану демократије (пољ. Komitet Obrony Demokracji) је организација грађана Пољске који се противе политичким променама у Пољској после избора у октобру 2015.
Комитет је био основан на знак протеста против првих корака пољске политчке партије Право и правда после избора. Ова партија је победила на изборима и веома брзо после победе и формирања нове владе је почела са променама у пољском друштву, државној управи, конститутивном суду итд. Оснивачи конгреса показују називом своје организације на традицију противкомунистичког Комитета за одбрану радника (пољ. Komitet Obrony Robotników). На почетку децембра 2015. су организатори КОД-а припремали читав низ демонстрација против нових власти широм свих већих градова Пољске.